# قاچاق جنسی در ژاپن
قاچاق جنسی در ژاپن شامل قاچاق انسان به منظور بهره‌کشی جنسی و برده داری است که در این کشور رخ می‌دهد. ژاپن کشور مبدأ، مقصد و ترانزیت افراد مورد قاچاق جنسی است.
شهروندان ژاپنی، عمدتاً زنان و دختران، در داخل ژاپن و به میزان کمتری در خارج از کشور مورد قاچاق جنسی قرار گرفته‌اند. قربانیان خارجی به داخل کشور قاچاق جنسی می‌شوند. خردسالان و افراد خانواده‌های فقیر به ویژه در برابر قاچاق جنسی آسیب‌پذیر هستند. قربانیان قاچاق جنسی فریب می‌خورند، تهدید می‌شوند، و مجبور به فحشا می‌شوند. گذرنامه و اسناد آنها اغلب مصادره می‌شود. در قاچاق جنسی اسارت در ازای بدهی اغلب به کار گرفته می‌شود. آنها از آسیب‌های جسمی و روانی رنج می‌برند. تعدادی از آنها به بیماری‌های مقاربتی ناشی از تجاوز جنسی مبتلا می‌شوند و در شرایط عمومی بد زندگی می‌کنند. برخی از قربانیان نجات یافته با طرد شدن، افسردگی یا خودکشی مواجه می‌شوند. اخاذی آنلاین و ایجاد پورنوگرافی تجاوز جنسی اجباری از دیگر مشکلات هستند.
قاچاقچیان، زن و مرد در ژاپن از طیف گسترده‌ای از پیشینه‌ها و هر طبقه اجتماعی هستند. قاچاقچیان اغلب عضو یا توسط سندیکاهای جنایی، از جمله یاکوزا یا bōryokudan هستند. قاچاق جنسی با صنایع سرگرمی و گردشگری ژاپن مرتبط است، و زنان و دختران نیز به مشاغلی قاچاق می‌شوند که از نیروهای نظامی و پیمانکاران در ژاپن استفاده می‌کنند. قاچاقچیان از وب سایت‌های اینترنتی، ایمیل و برنامه‌ها برای فریب قربانیان استفاده کرده‌اند. اتباع ژاپنی در قاچاق سایبرسکس دست داشته‌اند.
فقط اقلیت کوچکی از موارد به مقامات گزارش می‌شود و عوامل دیگر شناخت مقیاس قاچاق جنسی در ژاپن به دلیل ماهیت زیرزمینی جنایات قاچاق جنسی دشوار است. دولت ژاپن به دلیل فقدان تلاش‌ها و قوانین ضد قاچاق جنسی مورد انتقاد قرار گرفته‌است. برخی از مقامات ژاپنی متهم شده‌اند که نسبت به این موضوع بی‌تفاوت هستند.

## انواع

### بهره‌کشی از کودکان
برخی از دختران، از جمله دخترهای فراری از خانه، در ژاپن اغوا یا مجبور به فحشا می‌شوند. ایجاد و فروش پورنوگرافی کودکان که پورنوگرافی یا هرزه‌نگاری کودکان، رابطه جنسی با کودکان نابالغ است، در ژاپن یک مشکل فراگیر است.
برخی از دانش‌آموزان ژاپنی در توکیو و سایر شهرها درگیر یا جذب enjo kōsai («دوست‌یابی جبرانی») می‌شوند. برخی از مشاغل JK به عنوان دروازه ای برای استثمار جنسی در ژاپن عمل می‌کنند. برخی از مشاغل JK "گزینه‌های پنهان" را ارائه می‌دهند و دختران دبیرستانی را به دنبال کسب درآمد اضافی جذب می‌کنند. شواهد نشان می‌دهد که این فعالیت‌های دوست‌یابی مراحل آماده‌سازی برای انواع بالقوه فحشا و کودک آزاری هستند. منتقدان ادعا کرده‌اند که پلیس به اندازه کافی برای محافظت از زنانی که گرفتار این موضوع می‌شوند، اقدامی انجام نمی‌دهد. بر اساس گزارش قاچاق انسان در سال ۲۰۱۸، حدود ۱۳۷ عملیات تجاری JK شناسایی شده ولی بسته نشده‌است. ۶۹ نفر به دلیل شرکت در فعالیت‌های مجرمانه پیرامون تجارت JK دستگیر شدند. از آکیهابارا که در منطقهٔ چیودا و تایتو در توکیو پایتخت ژاپن واقع شده‌است به عنوان مرکز قاچاق جنسی کودکان یاد می‌شود.

## اقدامات
فانوس دریایی: مرکز قربانیان قاچاق انسان (Lighthouse: Center for Human Trafficking Victims)، سازمان غیرانتفاعی مستقر در توکیو است که برای نجات و کمک به قربانیان قاچاق جنسی در ژاپن فعالیت می‌کند و به آنها در مشاوره حقوقی، پناهگاه و مراقبت‌های پزشکی کمک می‌کند. این سازمان مطالبی را برای افزایش آگاهی در مورد قاچاق انسان از جمله مانگایی با عنوان قلب آبی ایجاد و توزیع کرده‌است. کولابو (Colabo) تلاش‌های ضد قاچاق جنسی را در این کشور انجام می‌دهد.